# オダフェ・オウェ
オダフェ・ジェイソン・オウェ（Odafe Jayson Oweh, 1998年12月15日 - ）は、アメリカ合衆国ニュージャージー州ハッケンサック出身のプロアメリカンフットボール選手。NFLのボルチモア・レイブンズに所属している。ポジションはラインバッカー。

## 経歴

### ハイスクール
高校4年目のシーズンにアンダーアーマーのオールアメリカンゲームに選出された。

### カレッジ
ペンシルベニア州立大学に進学し、1年目の2018年シーズンは4試合に出場して4タックル、2サックを記録した。
2019年シーズンは13試合に出場して21タックル、5サックを記録した、
2020年シーズンは7試合に出場して38タックルを記録した。シーズン終了後、2021年のNFLドラフトにアーリーエントリーした。

### ボルチモア・レイブンズ
| 身長                    | 体重            | 腕 の 長 さ       | 手 の 大 き さ   | 40Yrd ダ ッ シ ュ | 10Yrd ス プ リ ッ ト | 20Yrd ス プ リ ッ ト | 20Yrd シ ャ ト ル | 3 コ 丨 ン ド リ ル | 垂 直 跳 び      | 立 ち 幅 跳 び      | ベ ン チ プ レ ス |
| ----------------------- | --------------- | ----------------- | ---------------- | ----------------- | -------------------- | -------------------- | ----------------- | ------------------- | ---------------- | ------------------- | ----------------- |
| 6 ft 4+7⁄8 in (195 cm)  | 257 lb (117 kg) | 34+1⁄2 in (88 cm) | 9+1⁄4 in (23 cm) | 4.37 s            | 1.59 s               | 2.59 s               | 4.20 s            | 6.90 s              | 39.5 in (100 cm) | 11 ft 2 in (3.40 m) | 21 回             |
| All values from Pro Day |                 |                   |                  |                   |                      |                      |                   |                     |                  |                     |                   |

2021年のNFLドラフトにて全体30位でボルチモア・レイブンズから指名された。指名後には登録名をミドルネームの「ジェイソン」からファーストネームの「オダフェ」に変更することを発表した。その後、4年総額1,260万ドルのルーキー契約を結んだ。
2021年シーズンは15試合に出場して33タックル、5サックを記録し、オールルーキーチームに選出された。
2024年シーズン開幕前に、レイブンズから5年目の契約オプションを行使された。